# Grube Zukunft 1–3
Die elektrischen Tagebaulokomotiven Grube Zukunft 1–3 wurde bei Henschel und SSW gefertigt.
Die Lokomotiven sind ähnlich der Henschel/SSW Bo Bo 46 t und wurden von Henschel als Typ Australien im Katalog geführt. Es wurden insgesamt drei Lokomotiven gebaut und bei der Grube Zukunft mit den Nummern 1–3 versehen. 1963 gelangten alle drei Lokomotiven an die Preussag Borken und versahen dort mit den Betriebsnummern 18–20 noch bis 1980 ihren Dienst. Danach wurden sie ausgemustert und verschrottet.

## Geschichte

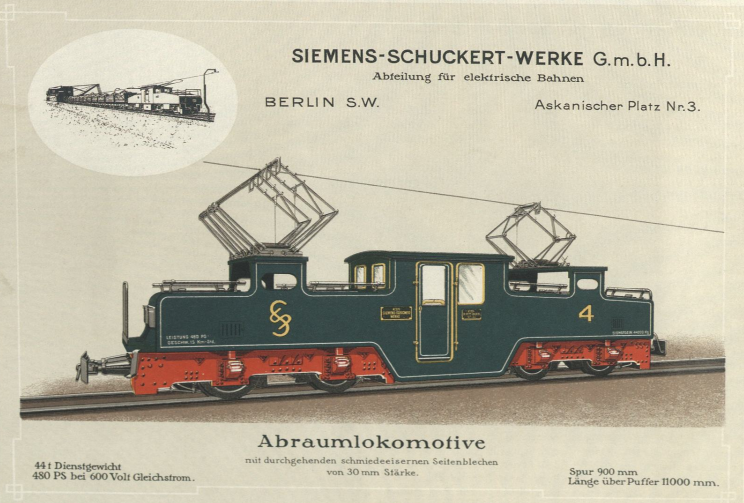
SSW-Tagebaulokomotive aus dem Jahr 1925

Diese Lokomotiven zählten zu den früheren Lokomotiven von Henschel und sind ähnlich den etwas eher gelieferten Lokomotiven von dem Tagebau Brigitta. Sie erhielten bei Henschel die Bezeichnung Australien, bei SSW wurden sie unter der Leistungsbezeichnung 344 kW geführt. Auf ihrer ersten Einsatzstrecke erhielten sie die Betriebsnummern 1–3.
Von Rheinbraun wurden die Lokomotiven mit 1085–1087 beziffert und versahen ihren Dienst mit einigen anderen Maschinen des Typs Henschel/SSW EL 4. Sie wurden 1963 von den EL 10 abgelöst.
Danach wurden sie zu der Preussag Borken gegeben und dort als 18–20 bezeichnet und waren mit Lokomotiven vom Typ Braunschweig und EL 4 bis 1980 im Einsatz. Dann wurden sie ausgemustert und verschrottet.

## Technik
Die Lokomotiven waren in der üblichen Konstruktion von Tagebaulokomotiven mit Mittelführerstand und schmalen Vorbauten sowie mit Brückenrahmen ausgeführt. Sie wiesen im Vergleich zu den Henschel/SSW Bo Bo 46 t vom Tagebau Brigitta einige Änderungen auf. Sie hatten größere Maße in Länge über Puffer, Achsstand und Höhe. Seitens des Elektrikherstellers gibt es Unklarheiten in der Literatur: während bei Rheinbraun die Fabriknummern von SSW mit 2283, 2284 und 2462 angegeben werden, sind diese in der Datenliste von PREAG Borken 2282–2284. In den Datenlisten von SSW ist die Variante 2283, 2284 und 2462 wahrscheinlicher, dafür weicht die Leistung mit 368 kW geringfügig ab.
Es ist nicht bekannt, ob die Lokomotiven im frühen Status schon mit Fremdkühlung – mit Kühlung durch elektrische Lüfter – ausgerüstet waren.
Die elektrische Ausrüstung stammte von SSW und bestand aus Gleichstromtechnik, wo über die elektrische Spannung von der Fahrleitung über den Nockenfahrschalter mit der Widerstandssteuerung die elektrischen Fahrmotoren angetrieben wurden, die als Reihenschlussmaschinen ausgeführt waren. Auf den Vorbauten saßen zwei Hauptstromabnehmer und vier kleinere, daneben liegenden Seitenstromabnehmer. Die Druckluft für die Druckluftbremse, die zur Bauzeit noch nicht überall verbreitet war, wurden von zwei Kompressoren erzeugt, elektromechanische Schütze schalteten die Hilfsbetriebemotoren. Die Steuer- und Beleuchtungsspannung betrug 24 V.